# Baeocera insperata
Espèce
Synonymes
- Eubaeocera insperata Löbl, 1975 (protonyme)

Baeocera insperata est une espèce de coléoptères de la famille des Staphylinidae et de la sous-famille des Scaphidiinae.

## Répartition et habitat
Cette espèce est décrite de Papouasie-Nouvelle-Guinée.